# Wielotorbielowatość nerek
Wielotorbielowatość nerek, wielotorbielowate zwyrodnienie nerek (łac. degeneratio polycystica renum), PKD (od ang. polycystic kidney disease) – uwarunkowane genetycznie występowanie torbieli kory i rdzenia nerki. Dwa główne typy wielotorbielowatości nerek są klasyfikowane według ich wzorów dziedziczenia. Wyróżnia się wielotorbielowatość nerek dziedziczoną autosomalnie dominująco (ang. autosomal dominant polycystic kidney disease, ADPKD) i postać autosomalną recesywną (ang. autosomal recessive polycystic kidney disease, ARPKD). Występuje u ludzi i innych organizmów. Wielotorbielowatość nerek charakteryzuje się obecnością licznych torbieli w obu nerkach. Choroba zajmuje również wątrobę, trzustkę, rzadko serce i mózg. Im cięższy przebieg choroby u rodzica, zwłaszcza u matki, tym większe prawdopodobieństwo jej odziedziczenia i szybszego rozwoju. Częstotliwość jej występowania jest podobna u kobiet i mężczyzn.  

## Etiologia
ADPKD powodowana jest przez mutacje przynajmniej w 2 genach: PKD1 i PKD2, kodujących, odpowiednio, białka policystynę-1 i policystynę-2. Gen PKD1 znajduje się w locus 16p13.3, locus genu PKD2 to 4q13-23. ARPKD jest spowodowana mutacją genu PKHD1 kodującego fibrocystynę. Za 85% przypadków choroby odpowiedzialnych jest ponad 100 różnych mutacji w genie PKD1, a pozostałe 15% to ponad 80 różnych mutacji w genie PKD2. Wiek rozpoznania wielotorbielowatości, ciężkość jej przebiegu i obecność powikłań pozanerkowych zależy od rodzaju mutacji.

## Epidemiologia
ADPKD jest najczęstszą uwarunkowaną genetycznie chorobą nerek, odpowiadającą za 8–15% przypadków wymagającej leczenia nerkozastępczego schyłkowej niewydolności nerek. Częstość tej choroby szacuje się na 1:400–1:1000 urodzeń. ARPKD jest znacznie rzadsza, występuje z częstością około 1:20 000 urodzeń. Choroba ujawnia się w niemowlęctwie, możliwe jest jej wykrycie prenatalne.

## Objawy i przebieg

### ADPKD
Często przebieg kliniczny jest w fazie początkowej bezobjawowy, dopóki nie rozwiną się objawy związane z pogarszającym się stanem funkcjonowania nerek, skutkującym z czasem ich niewydolnością. Pierwszymi zauważalnymi objawami wielotorbielowatości nerek mogą być nasilające się bóle głowy, nadmierna senność w ciągu dnia, trudności w regeneracji organizmu, splątanie oraz apatyczność, przeplatane z nerwowością i rozdrażnieniem, bóle w dolnej części kręgosłupa, a także nadciśnienie tętnicze. W ciągu rozwoju choroby mogą występować objawy takie, jak m.in.: nasilone spienianie moczu, kolka nerkowa, krwiomocz (hematuria), kamica nerkowa, osłabiona odporność immunologiczna, infekcje i zakażenia torbieli (często połączone z leczeniem szpitalnym), drgawki i rzadziej wady serca. 
Obok zmian w nerkach (przede wszystkim zwiększanie się liczby torbieli oraz nienaturalne powiększanie się nerek) u chorych z ADPKD mogą występować:
- torbiele wątroby, najczęściej bezobjawowe,
- torbiele śledziony, trzustki i płuc (rzadziej),
- tętniaki tętnic podstawy mózgu,
- wypadanie płatka zastawki mitralnej lub inne zastawkowe wady serca (niedomykalność zastawki mitralnej, niedomykalność zastawki trójdzielnej),
- tętniaki aorty,
- uchyłkowatość jelita grubego,
- przepukliny brzuszne.

Choroba najczęściej jest możliwa do wykrycia, nie wcześniej niż około 30 roku życia (na ogół wtedy pojawiają się jej pierwsze objawy). Istnieją różne sposoby opóźnienia rozwoju niewydolności nerek (zdrowy i higieniczny tryb życia, stosowanie leków obniżających ciśnienie tętnicze, unikanie korzystania z sauny, unikanie zaparć, palenia papierosów i otyłości oraz nadmiaru kofeiny i alkoholu). Od 1 lipca 2023 roku w Polsce istnieje także możliwość korzystania z terapii farmakologicznej, lekiem Jinarc (Tolvaptan), który opóźnia rozwój i wzrost torbieli nerkowych. Naukowcy szacują na podstawie badań i stosowania tego leku, m.in. w niektórych krajach Unii Europejskiej i USA, że może on opóźniać konieczność wdrożenia dializowania u chorych o ok. 5 lat. 
Większość osób cierpiących na ADPKD rozpoczyna w Polsce dializowanie ok. 45 roku życia. Jest to wynik znacznie poniżej średniej, gdyż na ogół osoby dializujące się z powodu różnych przewlekłych chorób nerek prowadzących do ich niewydolności znajdują się w grupie wiekowej 65+. 
Najczęstszymi powikłaniami prowadzącymi do zgonu pacjenta jest nieleczone nadciśnienie tętnicze i jego następstwa, udar mózgu spowodowany pęknięciem tętniaka i zakażenia dróg moczowych.

### ARPKD (postać dziecięca)
Ta postać wielotorbielowatego zwyrodnienia nerek ujawnia się już w okresie okołoporodowym i noworodkowym i wiąże się z dużą śmiertelnością. Poza upośledzoną funkcją nerek na obraz kliniczny ARPKD składają się:
- nieprawidłowości układu oddechowego (hipoplazja płuca, niedodma) powodujące niewydolność oddechową
- objawy związane z nadciśnieniem wrotnym (splenomegalia, hipersplenizm, żylaki przełyku).

## Rozpoznanie
PKD rozpoznawana jest na podstawie wyników badań obrazowych, przede wszystkim USG jamy brzusznej. Testy genetyczne nie są stosowane rutynowo. Opracowano kryteria rozpoznania ADPKD.
| Wywiad rodzinny | Liczba torbieli | Liczba torbieli | Liczba torbieli |
| Wywiad rodzinny | Do 30. rż.      | 30.-60. rż.     | Po 60. rż.      |
| --------------- | --------------- | --------------- | --------------- |
| Dodatni         | ≥2              | ≥4              | ≥8              |
| Ujemny          | ≥5              | ≥5              | ≥8              |

## Leczenie
Nie ma możliwości przyczynowego leczenia PKD. Stosuje się leczenie objawowe i wspomagające, podobnie jak w przewlekłej niewydolności nerek (dializa, przeszczepienie nerki). W celu ograniczenia wzrostu torbieli (rozpychają się, powodując nienaturalne powiększenie nerki) oraz polepszenia wskaźnika filtracji kłębuszkowej stosuje się Jinarc (Tolvaptan), który w Polsce od 1 lipca 2023 roku jest refundowany i dostępny wyłącznie na receptę. Jest on przeznaczony tylko dla osób dorosłych ze stwierdzoną szybko rozwijającą się odmianą ADPKD w jej stosunkowo wczesnym stadium. Głównym skutkiem ubocznym stosowania tego leku może być częste uczucie suchości w ustach i znaczne zwiększenie pragnienia. Stosując go trzeba pamiętać o większym nawadnianiu organizmu, co prowadzi do częstszego oddawania moczu zarówno w dzień, jak i w nocy. Należy pamiętać, że już samo zażywanie leku ma działanie moczopędne. 

## Rokowanie
Autosomalnie dominująca wielotorbielowatość nerek (ADPKD) jest chorobą o łagodnym początku, charakteryzującą się postępującym rozwojem torbieli oraz obustronnym przerostem nerek z licznymi torbielami. Objawy ze strony nerek to: zaburzenie funkcji nerek, nadciśnienie tętnicze, ból i niewydolność nerek. W przybliżeniu u ponad 50% pacjentów z ADPKD rozwija się końcowe stadium niewydolności nerek (ESRD) między 40 a 60 rokiem życia. ADPKD jest układową chorobą, w której torbiele pojawiają się w innych organach takich jak: wątroba (może rozwinąć się marskość wątroby), pęcherzyki nasienne, trzustka i pajęczynówka oraz zmiany nietorbielowate takie jak: tętniaki wewnątrzczaszkowe, rozszerzenie i wydłużenie pnia aorty, rozwarstwienie aorty piersiowej, wypadanie płatka zastawki mitralnej i przepukliny ściany jamy brzusznej. Początkowe objawy zarówno u ludzi, jak i u małp to: nadciśnienie tętnicze, osłabienie, łagodny lub zaostrzony ból pleców oraz infekcje dróg moczowych. Choroba często prowadzi do niewydolności nerek, której konsekwencją może być całkowita utrata funkcji nerek zwana końcowym stadium niewydolności nerek (ESRD), która wymaga jednej z form terapii nerkozastępczej (np. dializy).
Autosomalnie recesywna wielotorbielowatość nerek (ARPKD) jest rzadsza od ADPKD i często śmiertelna w życiu płodowym lub podczas pierwszego miesiąca życia. Objawy zwykle są widoczne przy urodzeniu lub we wczesnym niemowlęctwie.

## Klasyfikacja ICD10
| kod ICD10     | nazwa choroby                              |
| ------------- | ------------------------------------------ |
| ICD-10: Q61   | Wielotorbielowatość nerek                  |
| ICD-10: Q61.0 | Wrodzona torbiel nerki                     |
| ICD-10: Q61.1 | Wielotorbielowatość nerek typu dziecięcego |
| ICD-10: Q61.2 | Wielotorbielowatość nerek typu dorosłego   |
| ICD-10: Q61.3 | Wielotorbielowatość nerek nieokreślona     |
| ICD-10: Q61.4 | Dysplazja nerek                            |
| ICD-10: Q61.6 | Rdzeniowa torbielowatość nerek             |
| ICD-10: Q61.8 | Inne torbielowate choroby nerek            |
| ICD-10: Q61.9 | Choroba torbielowata nerek, nieokreślona   |